# Jon Ander Pérez
Jon Ander Pérez Ruiz de Garibay, más conocido como Jon Ander (Vitoria, 16 de enero de 1990), era un futbolista español que jugaba como delantero. Su último equipo fue el Real Unión Club de la Primera Federación.

## Carrera deportiva
Jon Ander dio sus primeros pasos en el fútbol senior en el Aurrera de Vitoria, equipo en el que jugó entre 2009 y 2013 en Tercera División y en Preferente. Durante la temporada 2013-14 jugó en otro de los clubes de su ciudad, el Club Deportivo Vitoria, también en Preferente.
En 2014 regresaría al Aurrera, donde jugó hasta 2016, logrando 26 goles en 62 partidos en Tercera División.
En la temporada 2016-17 jugó en la Sociedad Deportiva Beasáin, convirtiéndose en el pichichi de Tercera División con 17 goles en 30 partidos, lo que le valió para dar el salto un año después a Segunda División B de la mano del Amorebieta, con el que realizó una temporada excelente, al marcar 15 goles en 37 partidos, lo que hizo que uno de los equipos más potentes de la temporada 2018-19 en Segunda B, como fue el Racing de Santander, le fichase.
Jon Ander fue parte importante del ascenso del Racing a Segunda División ese año, después de realizar 10 goles a lo largo del curso con los racinguistas, y todo pese a sufrir una grave lesión de rodilla que lo dejó apartado varios meses de competición, y no le dejó volver a entrenar hasta octubre de 2019.
El 2 de noviembre de 2019 debutó como profesional en Segunda División frente al AD Alcorcón, en una derrota por 1-0.
En verano de 2021 abandonó el Racing de Santander para jugar en la S. D. Logroñés en Primera División RFEF.
El 26 de julio de 2022, firma por el Real Unión Club de la Primera RFEF.

## Clubes
| Club                | País   | Año         |
| ------------------- | ------ | ----------- |
| Aurrera de Vitoria  | España | 2009 - 2013 |
| CD Vitoria          | España | 2013 - 2014 |
| Aurrera de Vitoria  | España | 2014 - 2016 |
| Beasáin             | España | 2016 - 2017 |
| Amorebieta          | España | 2017 - 2018 |
| Racing de Santander | España | 2018 - 2021 |
| S. D. Logroñés      | España | 2021 - 2022 |
| Real Unión Club     | España | 2022 - Act. |